# Bartholomeüskerk (Westhem)
De Bartholomeüskerk is een kerkgebouw in Feyteburen in de Nederlandse provincie Friesland. Feyteburen is een buurtschap en behoort tot het terpdorp Westhem.

## Geschiedenis
De kerk was oorspronkelijk gewijd aan Bartolomeüs. De zaalkerk uit 1708 heeft een driezijdig gesloten koor en een zadeldaktoren van kloostermoppen uit de 13e/14e eeuw. In de toren hangt een luidklok uit 1353 en een klok uit 1639 gegoten door Jacob Noteman.
De kerk is een rijksmonument en is eigendom van de Stichting Alde Fryske Tsjerken.

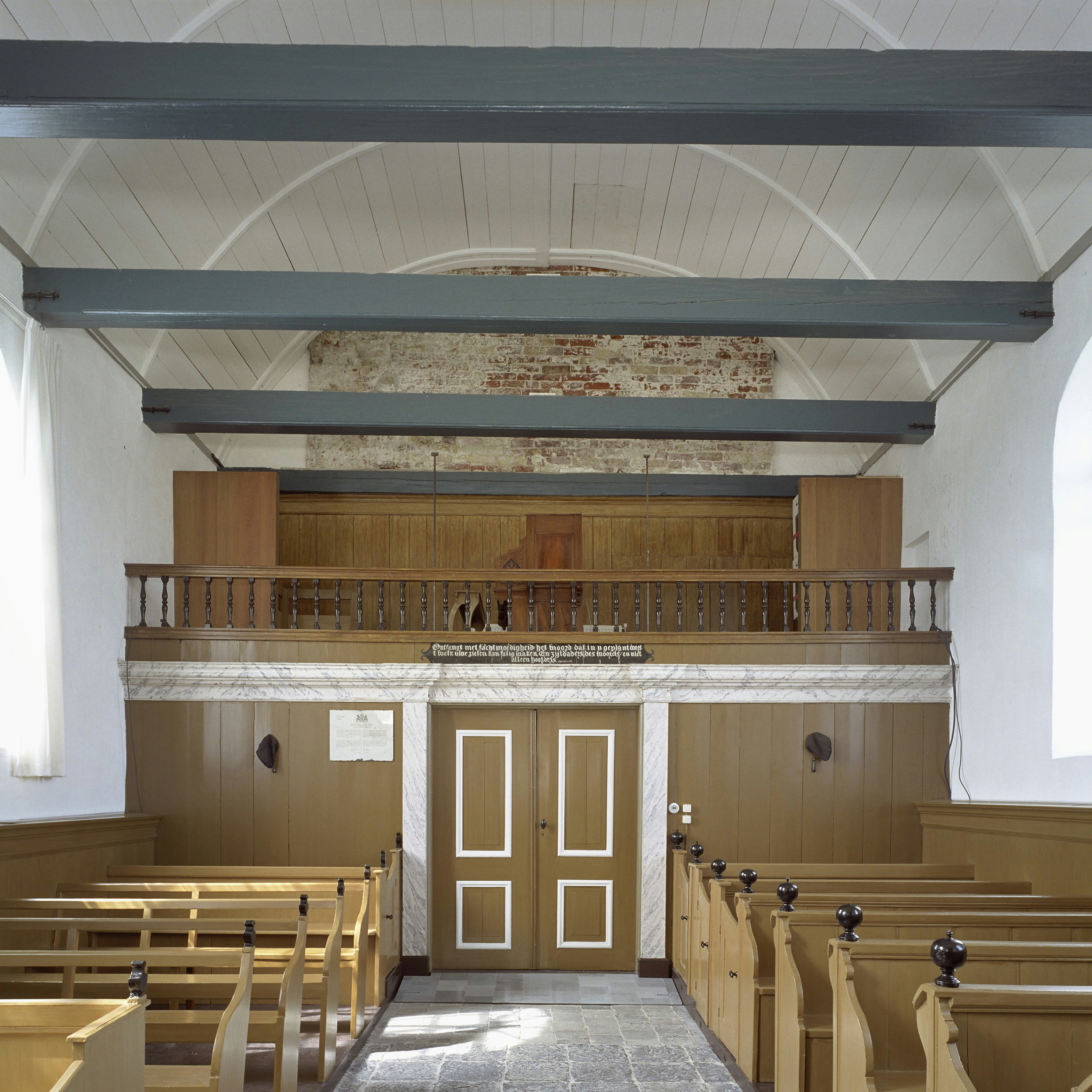
Interieur richting het westen (2007)
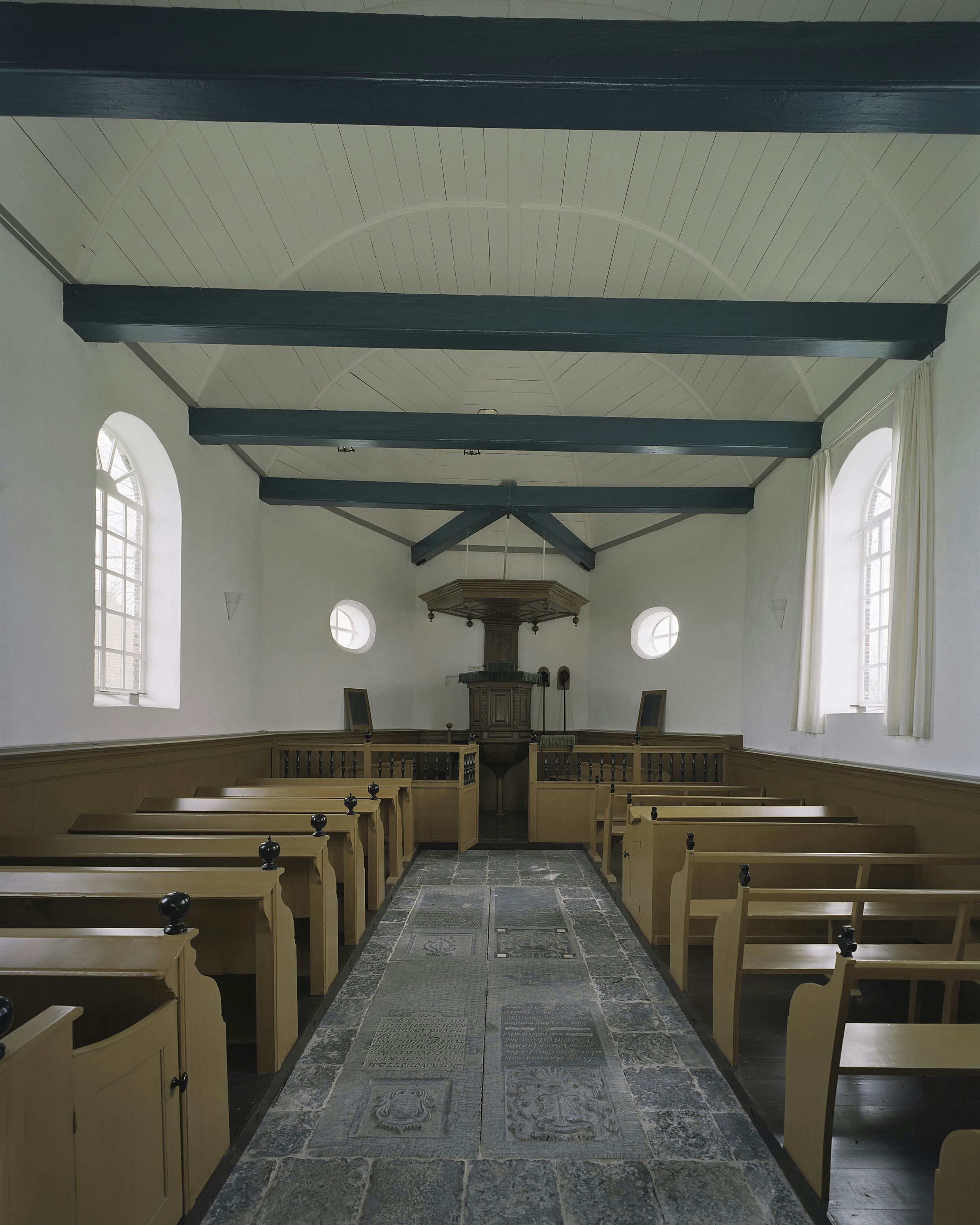
Interieur oostzijde met preekstoel
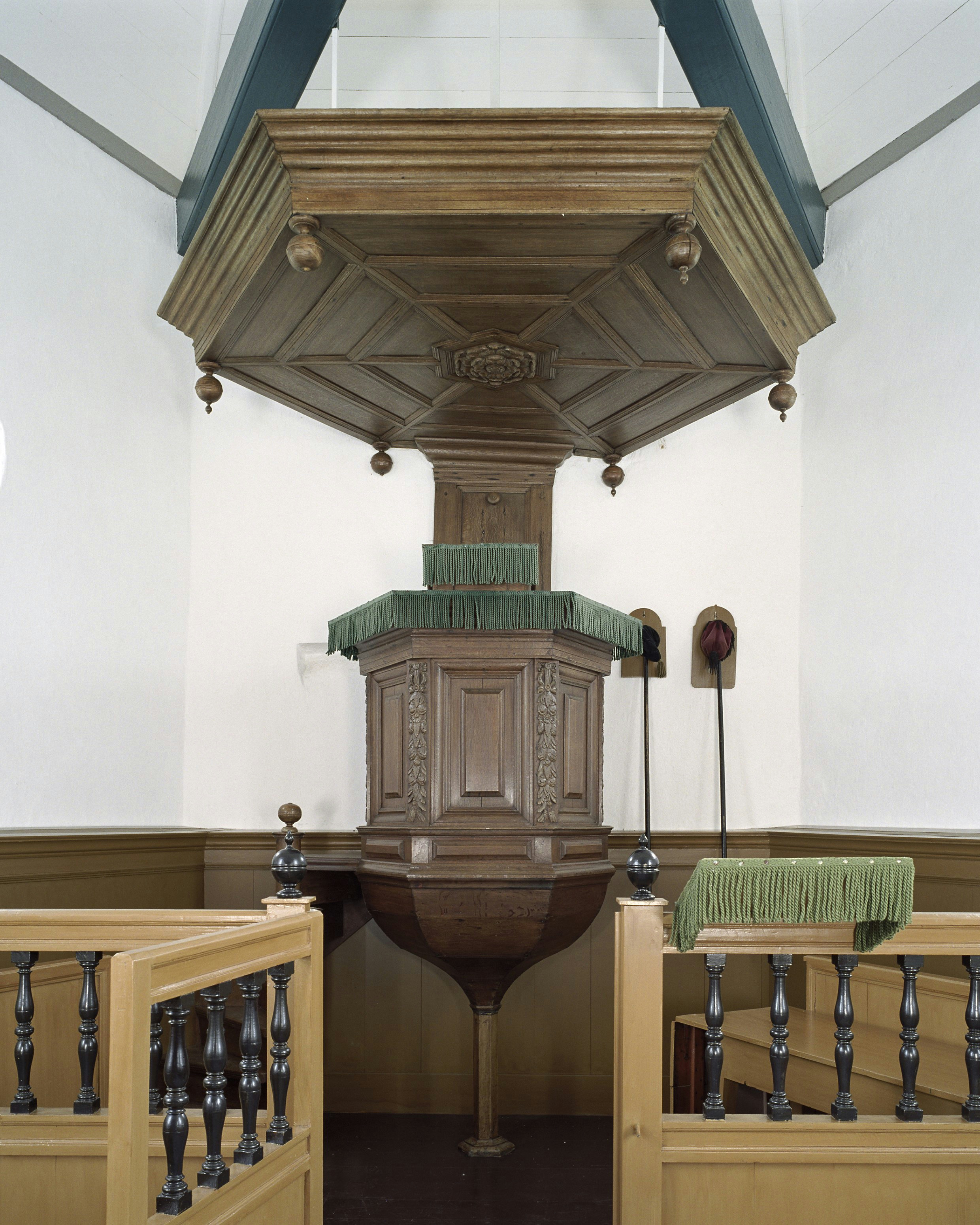
Preekstoel